# Andrea Betzner
Andrea Betzner (Friburgo in Brisgovia, 10 luglio 1966) è un'ex tennista tedesca.

## Carriera
In carriera ha vinto 2 titoli di doppio. In questa specialità ha raggiunto la 54ª posizione della classifica WTA, mentre in singolare ha raggiunto il 115º posto.
In Fed Cup ha disputato un totale di 4 partite, ottenendo 1 vittorie e 3 sconfitte.

## Statistiche

### Doppio

#### Vittorie (2)
| Numero | Anno            | Torneo                | Superficie  | Compagna       | Avversarie in finale                 | Punteggio |
| 1.     | 11 ottobre 1987 | Athens Trophy, Atene  | Terra rossa | Judith Wiesner | Kathleen Horvath Dianne van Rensburg | 6–4, 7–6  |
| 2.     | 1º maggio 1988  | Taranto Open, Taranto | Terra rossa | Claudia Porwik | Laura Garrone Helen Kelesi           | 6–1, 6–2  |

### Doppio

#### Finali perse (1)
| Numero | Anno           | Torneo               | Superficie  | Compagna       | Avversarie in finale             | Punteggio |
| 1.     | 31 luglio 1988 | Citizen Cup, Amburgo | Terra rossa | Judith Wiesner | Jana Novotná Tine Scheuer-Larsen | 4-6, 2-6  |